# Красное яблоко (фильм)
«Красное яблоко» (кирг. Кызыл алма) — советский цветной художественный фильм, созданный кинорежиссёром Толомушем Океевым в 1975 году на студии Киргизфильм по мотивам ранней новеллы Чингиза Айтматова.
Премьера фильма состоялась 8 марта 1976 года.

## Сюжет
Фильм посвящён жизни современной киргизской интеллигенции, это хроника нескольких дней одной маленькой семьи, рассказ о трудных человеческих контактах, о трудной любви. Одухотворенность любовью, полнота духовного существования, рождённого этим чувством — пусть оно и безответно и мучительно.
Юный Темир встречает девушку удивительной красоты, любит её тайком, на расстоянии. Но высокое чувство разбивается о прозу быта — пытаясь поднести незнакомке прекрасный символ своей мечты о счастье — красное яблоко, Темир наталкивается на непонимание и даже враждебность…
Спустя годы, уже ставшего известным художником, главного героя во снах не покидает девушка ангельской красоты, девушка без имени, но с красным яблоком в ладонях.

## В ролях
- Суйменкул Чокморов — Темир, художник
- Гульсара Ажибекова — Сабира, жена Темира
- Таттыбюбю Турсунбаева — Незнакомка
- Анара Макекадырова — Анара, дочь Темира и Сабиры
- Сабира Кумушалиева — сторожиха
- Алиман Джангорозова — старуха
- Бакы Омуралиев — эпизод
- Арсен Умуралиев — эпизод
- Чоробек Думанаев — эпизод

## Съёмочная группа
- Режиссёр-постановщик: Толомуш Океев
- Сценаристы: Чингиз Айтматов, Эльга Лындина, Толомуш Океев
- Оператор-постановщик: Константин Орозалиев
- Композитор: Шандор Каллош
- Художник: Джамбул Джамабаев
- Звукооператор: Юрий Шеин
- Режиссёр: К. Орозалиев
- Оператор: Ш. Алыкулов
- Монтаж: Р. Шершеновой
- Грим: Н. Масленниковой, Д. Кудайбергеновой
- Художник по костюмам: М. Абдиев
- Комбинированные съёмки: Ю. Сокол
- Ассистенты режиссёра: С. Курманов, Т. Раззаков
- Ассистенты оператора: Дж. Дюшалиев, М. Сигбаттулин
- Редактор: Р. Чмонин
- Директор: И. Абдыкулов

## Прокат
Фильм имел широкий прокат в СССР, его посмотрели 4 900 000 зрителей.

## Фестивали
Фильм — участник IX Московского международного кинофестиваля 1975 года.